# Tour Bretagne
De Tour Bretagne is een kantoorgebouw en wolkenkrabber in Nantes.
Met een hoogte van 144 meter is het op drie na hoogste kantoortoren in Frankrijk "en provence" (buiten Parijs), na de Tour Incity en de Tour Part-Dieu in Lyon en de Tour CMA CGM in Marseille. De antennes op het kantoorgebouw bereiken een hoogte van bijna 144 meter aan de bovenrand van het waterreservoir, ongeveer 25 meter boven de bovenste verdieping.
De Tour Bretagne werd ontworpen door architect Claude Devorsine op verzoek van André Morice, burgemeester van Nantes van 1965 tot 1977.
De toren is nooit een succes geworden: de bouw werd vele malen vertraagd door tal van veranderingen in de planning, en toen hij eenmaal in gebruik werd genomen bleef een groot deel leeg staan, voornamelijk vanwege de hoge huurprijs. Het restaurant op de 29e etage werd al snel gesloten vanwege technische mankementen, en de mogelijkheid om gratis het observatiedek te bezoeken werd beëindigd vanwege veelvuldige zelfmoorden. Uiteindelijk heeft het stadsbestuur een deel van de toren in gebruik genomen voor haar administratieve afdelingen.

## Zie ook

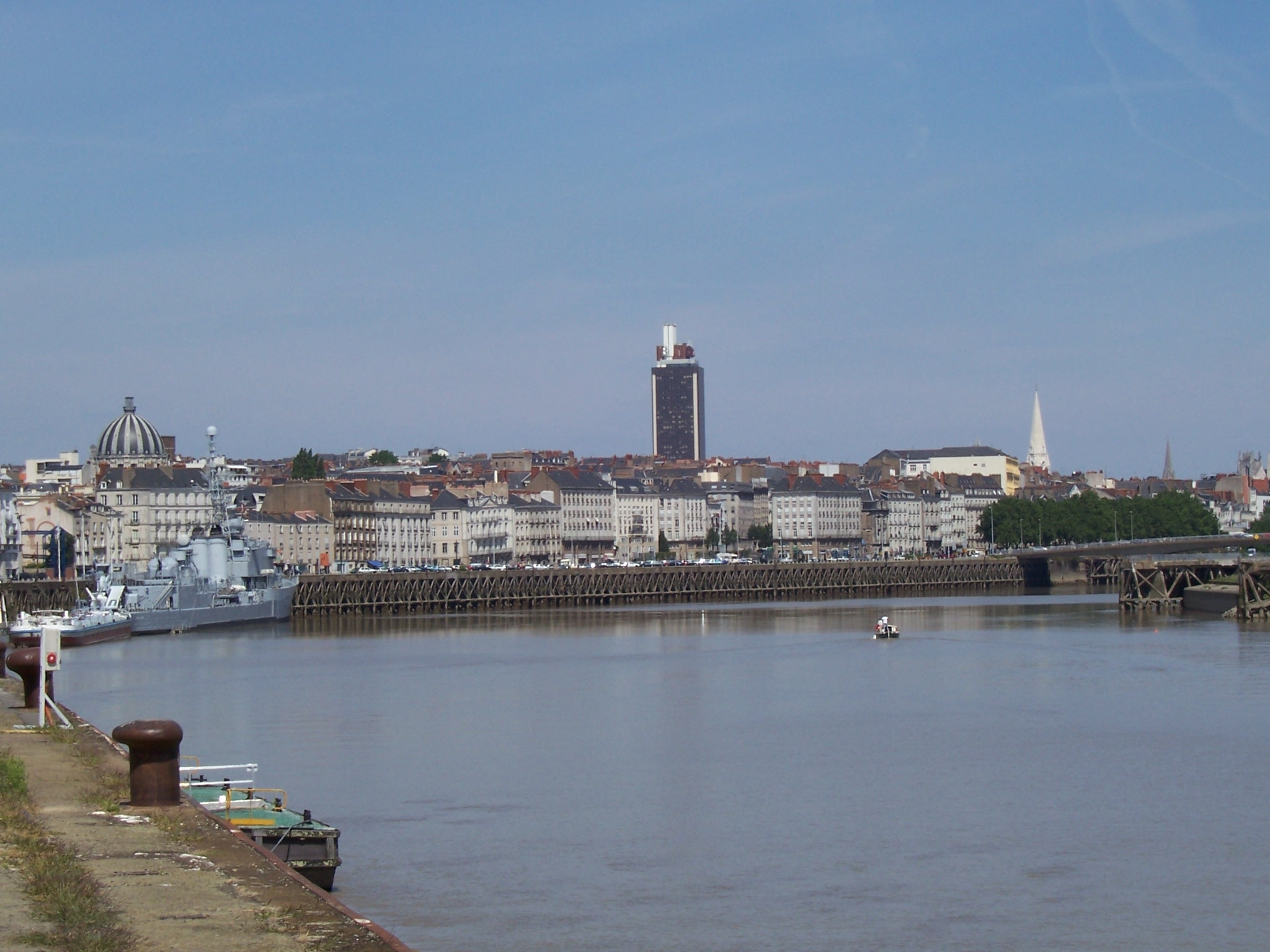
De toren in de skyline van Nantes.